# 皮雷頰脂鯉
皮雷頰脂鯉（学名：Apareiodon piracicabae），為輻鰭魚綱脂鯉目脂鯉亞目下口半脂鯉科的其中一個種，分布於南美洲聖弗朗西斯科河及巴拉那河上游流域，體長可達12公分，棲息在河川底中層水域，生活習性不明。